# Pneumozyt
Die Pneumozyten, auch Alveolarepithelzellen oder Alveolozyten genannt, sind spezialisierte Zellen, die in der Lunge vorkommen und dort die Lungenbläschen (Alveolen) auskleiden. Man unterscheidet Pneumozyten Typ I und Typ II. Alle Alveolarepithelzellen sind über Tight Junctions miteinander verbunden. Die beiden Typen unterscheiden sich in ihrer Anzahl, der von ihnen bekleideten Fläche und ihrer Funktion teils ganz erheblich.

## Pneumozyt Typ I
Pneumozyten Typ I sind teilungsunfähige, ausdifferenzierte Zellen und haben einen flachen, ca. 0,2 µm dicken Zellkörper. Sie bilden zusammen mit dem Kapillarendothel und einer gemeinsamen, verschmolzenen Basallamina die Blut-Luft-Schranke in der Lunge. Obwohl sie nur etwa 40 % der Gesamtzahl der Pneumozyten ausmachen, tapezieren sie 90–95 % der Alveolenoberfläche. Rund um ihren abgeflachten Zellkern haben Pneumozyten Typ I einige Zellorganellen, in den zellkernfernen Abschnitten finden sich Mikrotubuli und Mikrofilamente.

## Pneumozyt Typ II
Die Pneumozyten Typ II, auch Nischenzellen genannt, sind wesentlich kleiner und bedecken mit rund 5 % der Alveolarwände eine viel kleinere Fläche. Ihre Anzahl dagegen übersteigt die der Typ-I-Pneumozyten, außerdem sind sie reicher an Zellorganellen. Weil diese kubisch gebauten Zellen bei mikroskopischer Betrachtung weiter in das Lumen der Alveolen hineinragen und größer wirken als die flachen Typ-I-Zellen, werden sie manchmal irreführenderweise als die „großen“ Alveolarepithelzellen bezeichnet.
Während die sehr flachen Typ-I-Pneumozyten eine möglichst dünne Blut-Luft-Schranke bilden sollen, ist es die Aufgabe der Typ-II-Zellen, den Surfactant herzustellen.
Surfactant besteht aus Lipiden (vor allem Lecithinderivaten, Phospholipiden) und Proteinen, wird in der Typ-II-Zelle in Vesikeln (lamellar bodies) gespeichert und durch Exozytose sezerniert. Diese Substanz überzieht die Innenseite der Alveolarwand und setzt die Oberflächenspannung so weit herab, dass ein Zusammenfallen der Lungenbläschen verhindert wird.
Die Zellen sind außerdem mitotisch aktiv und können so beschädigte Typ-I-Pneumozyten durch Zellvermehrung und Differenzierung ersetzen.
Mucin-1, ein menschliches Gen, welches den Pneumozyten vom Typ II zugeordnet ist, wurde als Tumormarker bei Lungenkrebs identifiziert.